# Vârf de sezon
Vârf de sezon (în engleză High Season) este un film britanic de comedie romantică din 1987 regizat de Clare Peploe⁠(d).

## Rezumat
Katherine este o fotografă engleză care, împreună cu soțul ei Patrick, a venit să locuiască într-un oraș de coastă din Rodos, înainte ca turiștii să-l descopere. Chloe, fiica lor de 13 ani, a crescut acolo și, deși Kath și Patrick s-au despărțit, amândoi au rămas acolo. El se întreține din sculpturile sale, pe care Kath le disprețuiește, iar ea, din cărțile sale de fotografie cu antichități și viață țărănească, pe care el le consideră fudulii.
Kath are nevoie de bani; ultima ei carte nu se vinde. Ea va fi nevoită să renunțe la casă și să părăsească insula pe care o iubește, dacă nu va găsi un cumpărător pentru o vază care i-a fost dăruită cu mulți ani în urmă de un istoric de artă celebru, acum în vârstă, Basil Sharp, care vine în vizită. Penelope, prietena văduvă a lui Katherine, îi consideră pe turiști dușmani, o armată de ocupație, și se luptă cu fiul ei, Yanni, care apreciază prosperitatea adusă de turiști.
Rick, un englez cu spirit practic, repară toaleta lui Kath și devine îndrăgostit de Kath după ce ea îl răsplătește cu un sărut pasional. Soția lui, Carol, se ocupă de poezia lui Byron și de Yanni, un turist pasionat. Grupul este completat de Konstantinis, un greco-american bogat care vrea să cumpere vaza lui Kath, dar are nevoie ca aceasta să fie declarată falsă pentru a o putea scoate din Grecia.

## Distribuție
- Jacqueline Bisset - Katherine
- James Fox - Patrick
- Kenneth Branagh - Rick
- Lesley Manville - Carol
- Sebastian Shaw as Basil
- Robert Stephens - Konstantinis
- Irene Papas - Penelope
- Ruby Baker - Chloe
- Paris Tselios - Yanni